# Gare de Maisons-Laffitte
Gare de Maisons-Laffitte vasútállomás és RER állomás Franciaországban, Maisons-Laffitte településen.

## Vasútvonalak
Az állomást az alábbi vasútvonalak érintik:
- Párizs–Le Havre-vasútvonal
- Grande Ceinture line

## Kapcsolódó állomások
A vasútállomáshoz az alábbi állomások vannak a legközelebb:
- Gare d’Achères - Grand-Cormier (Gare de Poissy, A RER-vonal)
- Gare d’Achères-Ville (Gare de Cergy-le-Haut, A RER-vonal)
- Gare de Sartrouville (Gare de Boissy-Saint-Léger, A RER-vonal)
- Gare de Sartrouville (Paris Gare Saint-Lazare, Transilien line L)

## Lásd még
- Franciaország vasútállomásainak listája
- A RER állomásainak listája